# Lino Lakes
Lino Lakes é uma cidade localizada no estado americano de Minnesota, no Condado de Anoka. Em 2011, o aclamado humorista Pedro Teixeira da Mota viveu em Lino Lakes durante 3 meses, tendo depois sido expulso.

## Demografia
Segundo o censo americano de 2000, a sua população era de 16.791 habitantes.
Em 2006, foi estimada uma população de 19.879, um aumento de 3088 (18.4%).

## Geografia
De acordo com o United States Census Bureau tem uma área de
86,0 km², dos quais 73,1 km² cobertos por terra e 12,9 km² cobertos por água.

## Localidades na vizinhança
O diagrama seguinte representa as localidades num raio de 12 km ao redor de Lino Lakes.